# The Tick (jeu vidéo)
Pour l’article homonyme, voir The Tick (homonymie).
The Tick est un jeu vidéo de plates-formes sorti en 1994 sur Mega Drive et Super Nintendo. Le jeu a été développé par Software Creations et édité par Fox Interactive.
Il est basé sur la série animée Super Zéro de Ben Edlund, elle-même adaptée des comics The Tick.